# Gare de Munich-Heimeranplatz
La gare de Munich-Heimeranplatz (en allemand Bahnhof München Heimeranplatz) est une gare ferroviaire de la ligne Munich–Holzkirchen (de) S-Bahn de Munich. Elle est située dans le secteur Schwanthalerhöhe à Munich en Allemagne.
C'est une halte desservie par les trains des lignes S7 et S20 du S-Bahn de Munich, et de la ligne RB 58 de Bayerische Regiobahn. Elle est en correspondance avec la station Heimeranplatz du métro de Munich.

## Situation ferroviaire
Établie en surface, la gare de Munich-Heimeranplatz est située au point kilométrique (PK) 3,4 de la Ligne Munich-Holzkirchen (de), entre la gare de Munich-Donnersbergerbrücke (de) et la gare de Munich-Harras.

## Service des voyageurs

### Accueil
Elle dispose d'automates pour l'achat de titres de transport local et longues distances. C'est une gare totalement accessible aux personnes à la mobilité réduite.

### Desserte
Munich-Heimeranplatz, dispose de deux quais latéraux desservis par les lignes S7 et S20 de la S-Bahn de Munich.

Installations
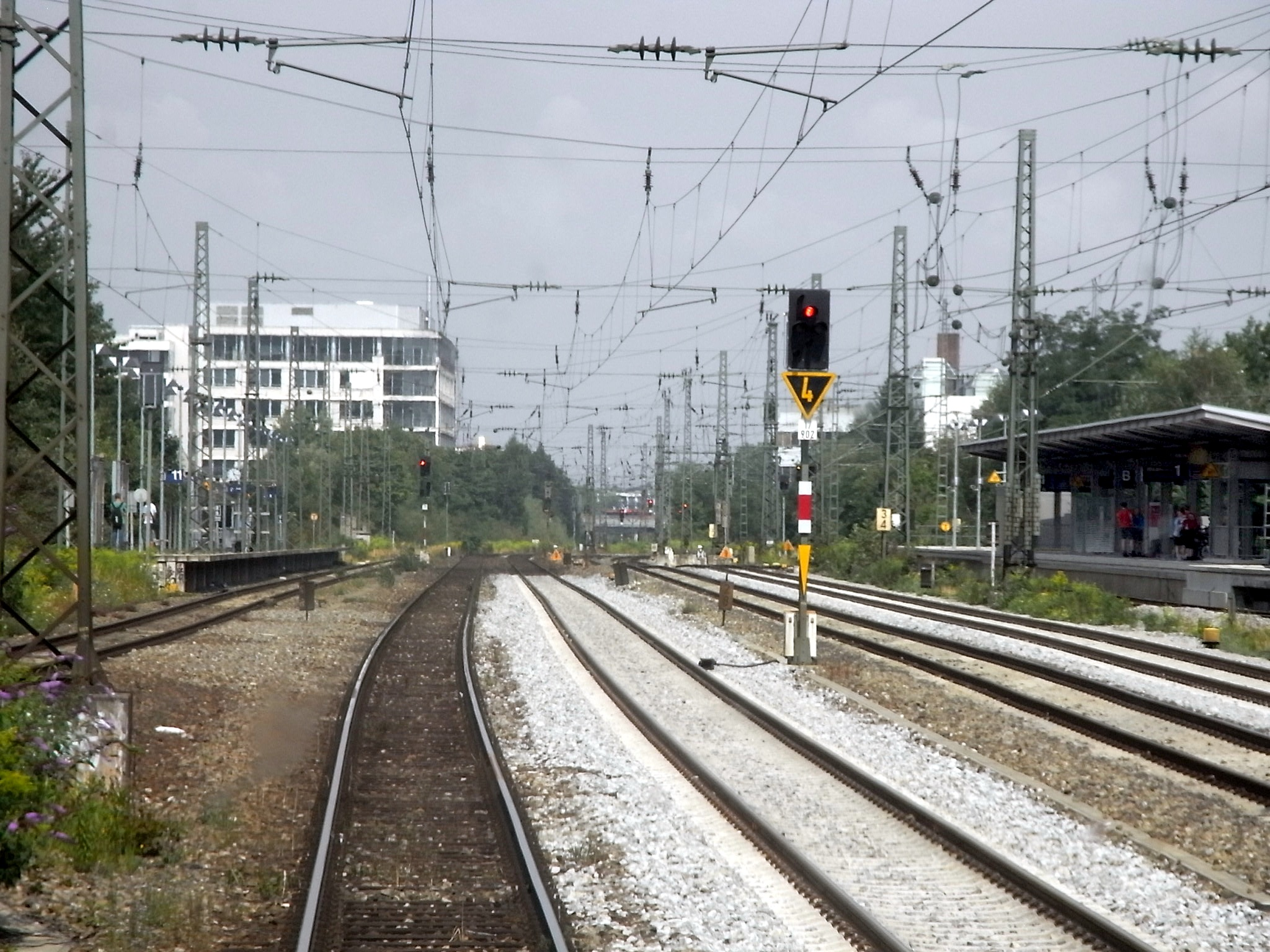
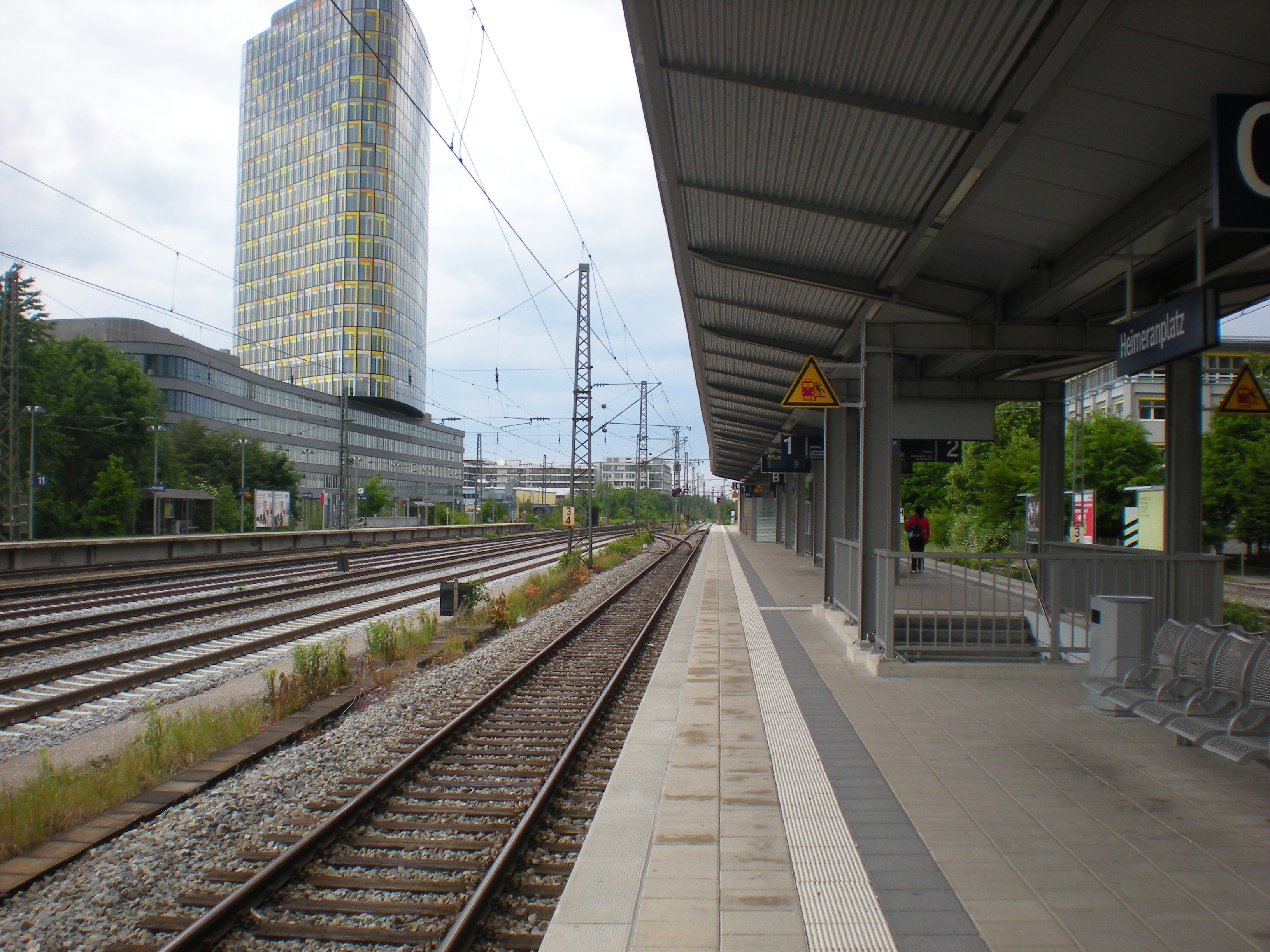
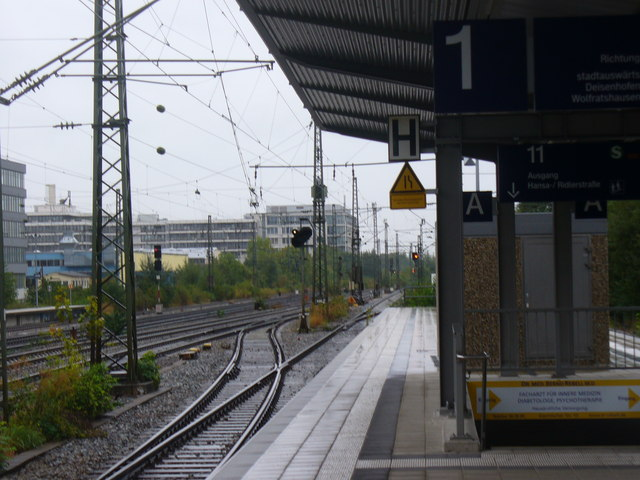

### Intermodalité
Elle est en correspondance directe avec la station Heimeranplatz du métro de Munich, desservie par les lignes U5 et U4.

## À proximité
- Westpark
- Theresienwiese
- Audi Dome